# Біруїнца (Румунія)
Біруїнца (рум. Biruința) — село у повіті Констанца в Румунії. Входить до складу комуни Топрайсар.
Село розташоване на відстані 198 км на схід від Бухареста, 22 км на південний захід від Констанци.

## Населення
За даними перепису населення 2002 року у селі проживали 766 осіб. Рідною мовою 765 осіб (99,9%) назвали румунську.
Національний склад населення села:
| Національність | Кількість осіб | Відсоток |
| -------------- | -------------- | -------- |
| румуни         | 754            | 98,4%    |
| татари         | 5              | 0,7%     |